# Schorlomit
Das Mineral Schorlomit, veraltet auch als Ferrotitanit und Ivaarit bzw. Iiwaarit bekannt, ist ein sehr seltenes Inselsilikat aus der Obergruppe der Granate mit der Endgliedzusammensetzung Ca3Ti2Fe3+2SiO12. Es kristallisiert im kubischen Kristallsystem mit der Struktur von Granat.
Schorlomit bildet durchscheinende, orangebraune bis schwarze, oft rhombendodekaedrische Kristalle mit Glas- bis schwach metallischem Glanz, die einige Zentimeter groß werden können. Die Farbe wird mit steigendem Titangehalt intensiver. Mit zunehmendem Fe2+-Gehalt ändert sich die Farbe von gelb zu dunkelrotviolett und die Kristalle erscheinen dann opak schwarz mit fast metallischem Glanz. Häufig zeigen die Kristalle eine komplexe und rhythmische Zonierung sowie Sektorzonierung. Auch mikroskopisch einheitlich erscheinende Kristalle können Verwachsungen von zwei bis drei röntgenographisch unterscheidbaren Granaten sein. Durch die damit einhergehenden Verzerrungen des Kristallgitters sind diese Granate optisch doppelbrechend.
Funde wurden aus basischen Magmatiten, Karbonatiten sowie kontaktmetamorphen Kalksilikatgesteinen und Skarnen beschrieben. Außer seiner Typlokalität, dem Magnet Cove Karbonatitkomplex im Hot Spring County, Arkansas, USA, wurden für Schorlomit rund 60 weitere Fundorte weltweit dokumentiert. Bei vielen der als Schorlomit angesprochenen Granate handelt es sich streng genommen um Titanandradit (Melanit). Nur für sehr wenige Proben konnte eine Schorlomit-Zusammensetzung mit Hilfe sehr aufwendiger Analysen bestätigt werden.

## Etymologie und Geschichte

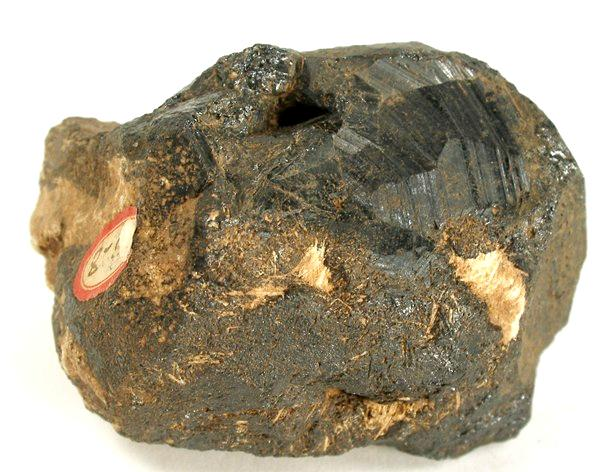
Schorlomit (schwarz) aus dem Magnet Cove Karbonatitkomplex, zusammen mit cremefarbenem Thomsonit-Ca, dem Ozarkit von Shepard

Die erste wissenschaftliche Beschreibung von Schorlomit stammt aus dem Jahr 1846 und der genaue Fundort ist nicht überliefert. Der Professor für Chemie Charles Upham Shepard, vom Medical College in South Carolina, erhielt die Proben von Reverend E. R. Beadle, der sie auf einer Reise durch die Region von Hot Springs gesammelt haben soll. Diese Hinterlassenschaft des ehemaligen Missionars beschäftigt die Wissenschaft bis heute. Zunächst konnte Shepard darin neben Diamant drei neue Minerale beschreiben: Arkansit, der bereits als Brookit bekannt war, Ozarkit, bei dem es sich um Thomsonit-Ca handelt und ein schwarzes, stark glänzendes Mineral, das er wegen seiner Ähnlichkeit zum Schörl Schorlomit nannte.
Die ersten chemischen Analysen dieser Schorlomite stammen von Whitney (1849) und Carl Rammelsberg (1850). Sie charakterisierten Schorlomit als ein Ca-Fe-Ti-Silikat.
Zwei Jahre später, 1852, wurde ein ähnliches Mineral im Iivaara-Komplex (Finnland) unter dem Namen Iivaarit beschrieben und 1877 Schorlomite vom Kaiserstuhl in Deutschland. Es folgten zahlreiche Funde titanreicher Granate an vielen Fundorten weltweit und eine mittlerweile über 160 Jahre andauernde Diskussion, was genau Schorlomit ist und wie er von anderen Granaten abgegrenzt werden kann. Dies erfolgte zunächst über verschiedene Ti-Gehalte in der Summenformel und später über die Besetzung der verschiedenen Positionen der Granatstruktur mit Eisen, Titan und Silicium.
1933 bezeichnete Zedlitz Granate mit mehr als 15 Gew-% TiO2 als Schorlomit, 1962 schlugen Kukharenko und Bagdasarov 0,75 apfu Ti als minimalen Ti-Gehalt von Schorlomit vor (~11 Gew-%), was 1968 von Howie und Woolley unterboten wurde (0,5 apfu Ti). Roberts und seine Mitarbeiter gingen 1972 noch weiter und führten den Schorlomit in ihrer Encyclopedia of Minerals gar nicht mehr auf, sondern sprachen nur noch von „titanhaltigem Andradit“.
Die aktuell akzeptierte Formel für das Schorlomit-Endglied Ca3Ti2Fe3+2SiO12 wurde 1967 von Ito und Frondel vorgeschlagen, während Rickwood 1968 das Schorlomitendglied ganz ohne Si definierte (Ca3Ti2Fe3+2TiO12). Beide Formeln legen fest, in welcher Oxidationsstufe Eisen (Fe3+) und Titan (Ti4+) auf welcher Gitterposition des Granat vorkommen, wenn auch unterschiedlich – Informationen, die nur mit hohen analytischen Aufwand zu gewinnen sind und für kaum einen der als Schorlomit bezeichneten Granate vorliegen. Viele der später vorgeschlagenen Strukturformeln sind allgemeiner gehalten und beschreiben Mischkristalle, ohne sich auf ein konkretes Endglied festzulegen. Deer, Howie und Zussman definierten in ihrem Standardwerk über gesteinsbildende Minerale 1982 Schorlomit als Granat mit mehr Ti als Fe3+ auf der oktaedrischen Y-Position. Anthony und seine Mitarbeiter geben 1995 im Handbook of Mineralogy die Schorlomitformel mit Ca3(Ti4+,Fe3+)2(Si,Fe3+)3O12 an und Gaines et al. in Dana’s new mineralogy 1997 mit Ca3(Ti4+,Fe3+,Al)2(Si,Fe3+,Fe2+)3O12.
Rass und Dubrovinskii schlugen 1997 das neuartige Endglied Ca3Ti3+2Ti4+3O12 vor und Yakovenchuk et al. brachten 1999 noch ein Ti-Hydrogranat mit der Zusammensetzung Ca3(Ti4+,Fe2+)2[(SiO2)2(OH)4] ins Spiel.
Chakhmouradian und McCammon definierten 2005 Schorlomit als Ca3Ti4+2[Si3-x(Fe3+,Al,Fe2+)x]O12, bevor im Jahr 2013 die Arbeitsgruppe um Grew die Granatgruppe neu strukturierte und den Schorlomit mit der heute von der IMA akzeptierten idealen Zusammensetzung Ca3Ti2Fe3+2SiO12 in die Schorlomitgruppe einordnete. Sie geben ein Schema an, mit dem bei fehlender direkter Bestimmung der Kationenverteilung auf die Gitterpositionen der Granatstruktur (spektroskopisch, Röntgenbeugung) diese berechnet werden kann und stellten fest, dass ein Großteil der als Schorlomit bezeichneten Granate im Zusammensetzungsbereich von Andradit liegen.
Emanuela Schingaro untersuchte mit ihren Co-Autoren 2016 die Kristallchemie von Ti-Fe-Granaten, bei denen es sich nach dem Berechnungsschema von Grew et al. um Schorlomit handelt und konnte zeigen, dass auch deren Zusammensetzungen im Feld von Andradit liegen. Nach über 160 Jahren Forschung über Ti-haltige Granate sowie zahlreichen, meist hypothetischen Mischkristallendgliedern bestätigt sich fast die Einschätzung von Roberts und seinen Mitarbeitern von 1972: Schorlomit ist eine wichtige Mischkristallkomponente in Ti-Granaten, kommt als eigenständiges Mineral in der Natur aber fast nicht vor. Zu den wenigen Ausnahmen gehören einige Analysen von Schorlomit aus der Typlokalität Magnet Cove in Region von Hot Springs, dem Ursprung der Hinterlassenschaft von Reverent E. R. Beadle.

## Klassifikation
Die aktuelle Klassifikation der International Mineralogical Association (IMA) zählt den Schorlomit zur Granat-Obergruppe, wo er zusammen mit Kimzeyit, Irinarassit, Hutcheonit, Kerimasit und Toturit die Schorlomit-Gruppe mit 10 positiven Ladungen auf der tetraedrisch koordinierten Gitterposition bildet.
Die veraltete, aber noch gebräuchliche 8. Auflage der Mineralsystematik nach Strunz führt den Schorlomit zusammen mit Almandin Andradit, Calderit, Goldmanit, Grossular, Henritermierit, Hibschit, Holtstamit, Hydro-Ugrandit, Katoit, Knorringit, Majorit, Morimotoit, Pyrop, Spessartin, Uwarowit, Wadalit und Yamatoit (diskreditiert, da identisch mit Momoiit) in der „Granatgruppe“ mit der System-Nr. VIII/A.08 in der Abteilung der „Inselsilikate (Nesosilikate)“ auf.
Auch die seit 2001 gültige 9. Auflage der Strunz’schen Mineralsystematik zählt den Schorlomit zur „Granatgruppe“ mit der System-Nr. 9.AD.25 innerhalb der Abteilung der „Inselsilikate (Nesosilikate)“. Diese ist weiter unterteilt nach der möglichen Anwesenheit weiterer Anionen und der Koordination der beteiligten Kationen, so dass das Mineral entsprechend seiner Zusammensetzung in der Unterabteilung „Inselsilikate ohne zusätzliche Anionen; Kationen in oktaedrischer [6]er- und gewöhnlich größerer Koordination“ zu finden ist. Auch die nach 2001 beschriebenen Granate Irinarassit, Hutcheonit, Kerimasit, Toturit, Menzerit-(Y) und Eringait wären hingegen in die Granatgruppe einsortiert worden.
Die vorwiegend im englischen Sprachraum gebräuchliche Systematik der Minerale nach Dana ordnet den Schorlomit in die Abteilung der „Inselsilikatminerale“ ein. Hier ist er zusammen mit Kimzeyit und Morimotoit in der „Granatgruppe (Schorlomit-Kimzeyit-Reihe)“ mit der System-Nr. 51.04.03c innerhalb der Unterabteilung „Inselsilikate: SiO4-Gruppen nur mit Kationen in [6] und >[6]-Koordination“ zu finden.

## Chemismus
Schorlomit mit der Endgliedzusammensetzung [X]Ca3[Y]Ti2[Z](Fe3+2Si)O12 ist das Fe-Analog von Hutcheonit ([X]Ca3[Y]Ti2[Z](Al3+2Si)O12) und bildet komplexe Mischkristalle vor allem mit Andradit entsprechend der Austauschreaktion
- [Y]Ti4+ + [Z]Fe3+ = [Y]Fe3+ + [Z]Si4+,

Morimotoit entsprechend der Austauschreaktion
- [Y]Ti4+ + 2[Z]Fe3+ = [Y]Fe2+ + 2[Z]Si4+

und Kerimasit über die Reaktion
- [Y]Ti4+ = [Y]Zr4+,

wobei mit [X], [Y] und [Z] die Positionen in der Granatstruktur angegeben sind.
Für schorlomitische Granate aus der Typlokalität Magnet Cove werden folgende
empirischen Zusammensetzungen angegeben:
- [X](Ca2,790Mn0,050Fe2+0,237Mg0,180)[Y](Ti4+0,169Fe3+1,071Al0,532)[Z](Si2,254Ti4+0,746)O12[4]
- [X](Ca2,790Mn0,050Fe2+0,148Mg0,012)[Y](Ti4+1,003Ti3+0,06Fe3+0,770Mg0,168Fe2+0,029Mn0,026)[Z](Si2,254Fe3+0,361Al0,385)O12[13]
- [X](Ca2,915Mn0,034Fe2+0,031Na0,020)[Y](Ti4+1,054Zr4+0,065Fe3+0,530Mg0,158Fe2+0,200Nb0,002)[Z](Si2,263Fe3+0,580Al0,157)O12[2]
- [X](Ca2,98Mn0,01Na0,01)[Y](Ti4+0,54Ti3+0,06Fe3+1,18Al0,09Mg0,13)[Z](Si2,58Fe3+0,28Al0,12□0,02)O11,92(OH)0,08[8]

Die Bestimmung der Zusammensetzung natürlicher Ti-Fe-Granate ist in mehrfacher Hinsicht problematisch. Zum einen sind die Kristalle meist sehr inhomogen, zoniert und enthalten Einschlüsse, was alle Untersuchungen, die größere Probenmengen erfordern (nasschemische Analysen, Kristallstrukturanalyse, Mößbauerspektroskopie), erschwert. Doppelbrechende Kristalle können aus submikroskopischen Verwachsungen mehrerer Granate bestehen. Selbst Punktanalysen mit einer Größe von wenigen µm wie z. B. Elektronenstrahlmikroanalysen, die den Großteil aller chemischen Analysen ausmachen, sind vor diesem Hintergrund mit Vorsicht zu interpretieren, wenn sie von doppelbrechenden Kristallen stammen.
Zum anderen können die Elemente Eisen (Fe) und Titan (Ti) in mehreren Oxidationsstufen und auf verschiedenen Positionen der Granatstruktur vorkommen. Fehlen direkte Messungen der Oxidationsstufen von Eisen (Fe2+, Fe3+) und Titan (Ti3+, Ti4+), erfolgt deren Bestimmung rechnerisch durch Normierung der Analysen auf 8 Kationen und 12 Sauerstoffatome. Hierbei akkumulieren sich alle Messungenauigkeiten in den berechneten Fe2+/Fe3+- und Ti4+/Ti3+- Verhältnissen. Die Verteilung auf die verschiedenen Gitterpositionen erfolgt ebenfalls rechnerisch, geleitet durch Vergleiche mit anderen Mineralen und kristallchemischen Plausibilitätsüberlegungen. Diese Annahmen erwiesen sich oft als ungenau. Insgesamt führt dies z. B. zu fiktiven Ti3+-Gehalten oder unzutreffender Verteilung von Ti und Fe auf die Gitterpositionen und in der Folge auch zu unzutreffenden Zuweisungen von Mineralnamen (Schorlomit statt Morimotoit oder Andradit).
Einige Ti-Fe-Granate verschiedener Vorkommen wurden mößbauerspektroskopisch untersucht, was die Unterscheidung verschiedener Oxidationsstufen und Gitterpositionen von Eisen erlaubt. Die Spektren sind oft komplex mit starken Überlagerungen der einzelnen Signale und wurden von verschiedenen Arbeitsgruppen für Fe2+ unterschiedlich interpretiert. Einige finden hier einen Beleg für Fe2+ auf der normalerweise von Si4+ besetzten tetraedrischen Z-Position. Gestützt wird diese Interpretation von Infrarotspektren. Andere Arbeitsgruppen argumentieren gegen tetraedrisches Fe2+ und interpretieren das gleiche Signal als Elektronenaustausch zwischen Fe2+ auf der Dodekaederposition (X) oder Oktaederposition (Y) und Fe3+ auf der Tetraederposition (Z). Eine chinesische Arbeitsgruppe sieht beide Elektronenaustauschreaktionen nebeneinander in ihren Mößbauerspektren.
Die Oxidationsstufe und Platzverteilung von Titan im Granat wurde selten direkt bestimmt. Frühe Überlegungen gehen von einem Einbau von Ti4+ auf der tetraedrischen Z-Position und Ti3+ auf der oktaedrischen Y-Position aus. Röntgen-Nahkanten-Absorptions-Spektren von Titan in Granat belegen hingegen, dass Titan ausschließlich auf der oktaedrischen Y-Position eingebaut wird und geben keinen Hinweis auf Ti3+. Die Sauerstofffugazitäten in der Erdkruste sind mit wenigen Ausnahmen zu hoch für Ti3+ und signifikante Gehalte von Ti3+ in Granat werden nur für Granate meteoritischen Ursprungs angenommen (Eringait).

## Kristallstruktur
Schorlomit kristallisiert mit kubischer Symmetrie in der Raumgruppe Ia3d (Raumgruppen-Nr. 230) mit 8 Formeleinheiten pro Elementarzelle. Der natürliche Mischkristall aus der Typlokalität hat dem Gitterparameter a = 12,187 Å.
Die Kristallstruktur ist die von Granat. Calcium (Ca2+) besetzt die dodekaedrisch von 8 Sauerstoffionen umgebenen X-Positionen, Titan (Ti4+) die oktaedrisch von 6 Sauerstoffionen umgebene Y-Position und die tetraedrisch von 4 Sauerstoffionen umgebene Z-Position ist mit Eisen (Fe3+) und Silicium (Si4+) besetzt.

## Bildung und Fundorte
Schorlimitreiche Granate bilden sich magmatisch in alkalireichen, basischen bis ultrabasischen Magmatiten oder metamorph in Skarnen bei der Kontaktmetamorphose von Kalksilikatgesteinen wie z. B. Mergel. Weltweit sind rund 60 Fundorte dokumentiert, von denen fast alle keinen Schorlomit, sondern Titan-Andradit (Melanit) führen.

### Karbonatitkomplexe

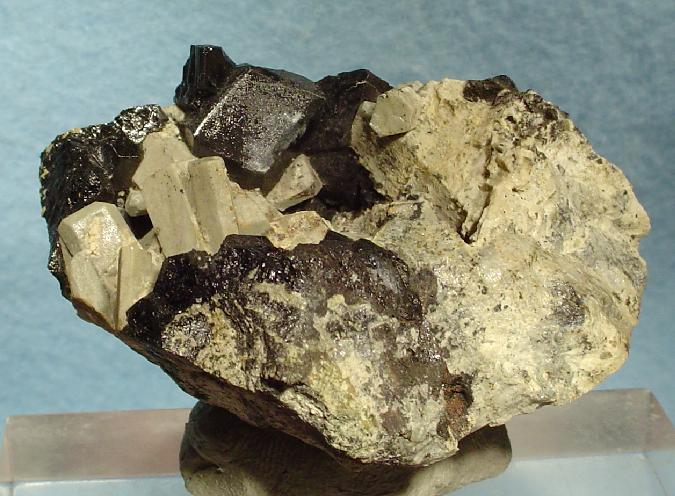
Schorlomit (schwarz) und Nephelin (weiß) vom Bou-Agrao Mountain, Tamazeght complex, High Atlas Mts, Provinz Khénifra, Meknès-Tafilalet Region, Marokko

Schorlimitreiche Granate magmatischen Ursprungs finden sich weltweit sowohl in Karbonatiten wie auch in den begleitenden alkalireichen, basischen bis ultrabasischen Magmatiten.
Die Typlokalität von Schorlomit ist der Magnet Cove Karbonatitkomplex im Hot Spring County, Arkansas, USA. Dort tritt Schorlomit in Ijolit auf, vergesellschaftet mit diopsidreichen Klinopyroxen, Biotit, Cancrinit, Natrolith, Calcit, Apatit, Magnetit, Perowskit sowie Thomsonit-Ca. Vergleichbar sind Vorkommen im Ijolit aus Iivaara (Ijola) in der Region Kuusamo, Nordösterbotten, Finnland.
Im Melteigit des Ice River Alkalikomplex in British Columbia, Kanada tritt schorlomitreicher Granat zusammen mit Diopsid, Calcit, Nephelin, Apatit und Pyrit auf.
Im Silicokarbonatit des Afrikanda-Komplex auf der Halbinsel Kola in der Oblast Murmansk des Föderationskreises Nordwestrussland tritt schorlomitreicher Granat zusammen mit Magnesio-Hastingsit, Calcit, Magnetit, Perowskit, Titanit, Klinochlor und verschiedenen Zirconium-Mineralen auf.
Im Polino-Monticellit-Calcitkarbonatit in der italienischen Provinz Terni (Umbrien) tritt schorlomitischer Andradit zusammen mit forsteritreichem Olivin, Phlogopit, Monticellit, thoriumhaltigem Perowskit und Apatit in einer feinkristallinen Grundmasse aus Calcit auf.
Im Tamazeght Karbonatitkomplex südlich von Midlet im Hohen Atlas in Marokko tritt Ti-Andradit in verschiedenen Gesteinen auf. In Pyroxeniten tritt Melanit mit Klinopyroxen, Nephelin, Apatit, Calcit, Glimmer, Magnetit, Titanit und Pyrit auf, in Glimmeriten zusammen mit Biotit, Klinopyroxen, Perowskit, Magnetit und Apatit. Die höchsten Titangehalte weisen hier Andradite aus Olivin-Shonkinit auf, wo sie zusammen mit Olivin, Klinopyroxen, Magnetit, Apatit, Alkalifeldspat und Nephelin vorkommen.
Die einzigen Vorkommen dieser Art in Deutschland, die Phonolith-Tuffe und Gänge des Kaiserstuhls z. B. bei Oberrotweil in Baden-Württemberg, sind bereits seit Ende des 19. Jahrhunderts bekannt.

### Kimberlite
Ti-Fe-Granate mit bis zu 90 Mol-% Schorlomit (berechnet anhand chemischer Analysen) wurden in Kimberliten des Wajrakarur Kimberlit Feldes im Anantapur Distrikt, Andhra Pradesh, Indien gefunden. Sie treten in der Grundmasse der Kimberlite des Typs II auf und bildeten sich wahrscheinlich während der Spätphase der Kristallisation bei der Reaktion von Spinellen mit magmatischen Restlösungen. Vergleichbare Vorkommen finden sich im Swartruggens Orangeit auf dem Kaapvaal-Kraton in Südafrika.

### Skarne und kontaltmetamorphe Xenolithe
Die meisten deutschen Fundorte schorlomitreicher Granate liegen in der Eifel. Hier treten Ti-reiche Andradite in Ca-reichen Xenolithen in Alkalibasalten auf.
In Kalksilikatfels-Einschlüssen des Gabbro im Radautal, Harz wurden bereits zu Beginn des 20. Jahrhunderts schorlomitische Granate beschrieben.
Bei Flekkeren in der Kommune Skien in Telemark, Norwegen findet sich eine 100 m dicke Kalksilikatscholle eingeschlossen in Larvikit, von dem sie kontaktmetamorph bei 820 bis 870 °C und niedrigem Druck verändert worden ist. Hier tritt schorlomitischer Granat zusammen mit Wollastonit, Augit, Kalifeldspat und Skapolith auf. In calcitführenden Bereichen kommen Phlogopit und Melilith hinzu.
Eine ähnliche Paragenese findet sich z. B. in der Zvezdel-Pcheloyad Erzlagerstätte in Eastern Rhodopes, Bulgarien. Hier tritt Ti-reicher Andradit zusammen mit Klinopyroxen, Wollastonit, Plagioklas und untergeordnet Calcit, Quarz, Epidot, Prehnit, Melilith, Chlorit, Thaumasit und Zeolithen in Skarn-Xenolithen in Monzonit auf.